# Macronemurus appendiculatus
Macronemurus appendiculatus is een insect uit de familie van de mierenleeuwen (Myrmeleontidae), die tot de orde netvleugeligen (Neuroptera) behoort. 
Macronemurus appendiculatus is voor het eerst wetenschappelijk beschreven door Latreille in 1807.